# 삼성 갤럭시 플레이어 4.2
삼성 갤럭시 플레이어 4.2(Samsung GALAXY player 4.2) 또는 삼성 갤럭시 S WiFi 4.2(Samsung GALAXY S WiFi 4.2)는 삼성전자에서 2012년 1월 12일에 출시한 안드로이드 포터블 미디어 플레이어(PMP)다.

## 게임
피파 12와 Need for Speed Hot Pursuit가 기본적으로 탑재되어있다.

## 경쟁 기종
- 아이팟 터치 5세대

## 같이 보기
- 삼성 갤럭시 S
- 삼성 갤럭시 플레이어 4.0
- 삼성 갤럭시 플레이어 3.6
- 삼성 갤럭시 플레이어 70 플러스
- 삼성 갤럭시 플레이어 5.8